# Osvald Chlubna
Osvald Chlubna (ur. 22 czerwca 1893 w Brnie, zm. 30 października 1971 tamże) – czeski kompozytor.

## Życiorys
Ukończył uczelnię handlową, początkowo pracował jako urzędnik bankowy. Muzyki uczył się u Leoša Janáčka w szkole organowej (1914–1915) i konserwatorium (1923–1924) w Brnie. W brneńskim konserwatorium uczył w latach 1919–1935 oraz 1953–1959 harmonii i instrumentacji. Od 1956 do 1958 roku był także wykładowcą Akademii Sztuk Scenicznych im. Leoša Janáčka w Brnie.

## Twórczość
Jako kompozytor był kontynuatorem szkoły Leoša Janáčka, co przejawiało się szczególnie w dbałości o wyrazistą deklamację w utworach wokalnych i swobodnym kształtowaniu współbrzmień. W swoich utworach łączył elementy impresjonistyczne z ekspresjonistycznymi, w późnych kompozycjach usiłował wprowadzić nowsze techniki brzmieniowe i formalne.
Dokonał orkiestracji trzeciego aktu pierwszej opery Janáčka, Šárka. Po śmierci kompozytora wspólnie z Břetislavem Bakalą dokończył jego ostatnią operę, Z mrtvého domu. Dokończył także poemat symfoniczny Janáčka Dunaj.

## Wybrane kompozycje
(na podstawie materiałów źródłowych)

### Utwory orkiestrowe
- Vysněné dálky (1916)
- Sinfonietta na orkiestrę kameralną (1924)
- 3 symfonie (I „Symfonie života a lásky” 1927, II „Brněnská” 1946, III 1960)
- Ze strání hor a lesů (1934)
- Koncert fortepianowy (1937)
- Koncert wiolonczelowy (1938)
- cykl Příroda a člověk: I Z jara (1949), II Letní serenáda (1951), III Karneval podzimu (1953)
- Koncert skrzypcowy (1950)
- cykl To je má zem: I Brněnské kašny a fontány (1956), II Propast Macocha (1957), III Ej chlapci, hore! (1958), IV Hrad Pernštejn (1957), V Je krásná země má (1955)
- Studie na klawesyn i 12 instrumentów smyczkowych (1970)

### Utwory kameralne
- 5 kwartetów smyczkowych (I 1925, II 1928, III 1933, IV 1963, V 1969)
- Sonata na skrzypce i wiolonczelę (1925)
- Sonata na skrzypce i fortepian (1948)
- Sonata na wiolonczelę i fortepian (1948)
- Studie na klarnet, bas i fortepian (1969)
- Freski na skrzypce solo (1970)

### Kantaty
- České vskřišeni (1943)
- Ve jménu života (1959)

### Opery
- Pomsta Catullova (1917, wyst. Brno 1921; wersja zrewid. 1959)
- Alladina a Palomid čili Síla touhy (1921–1922, wyst. Brno 1925)
- Nura (1928–1930, wyst. Brno 1930)
- V den počátku (wyst. Brno 1936)
- Freje pana z Heslova (1939, wyst. Brno 1949)
- Jiří z Kunštátu a Poděbrad (1941)
- Kolébka (1952)
- Eupyros (1962)